# North Rocks, New South Wales
North Rocks este o suburbie în Sydney, Australia.